# Christian Lieberkühn
Christian Lieberkühn (* März 1709 in Berlin; † April 1769 ebenda), auch Christian Lieberkühn d. J. genannt, war ein Königlich-Preußischer Hof-Goldschmied in Berlin sowie Altmeister der Zunft.

## Leben
Christian Lieberkühn war der Sohn des Königlich-Preußischen Hof-Goldschmieds Johann Christian Lieberkühn (1669–1733). Am 11. März 1734 heiratete er Dorothea Elisabeth Pfund, aus der Ehe gingen acht Kinder hervor: fünf Jungen und drei Mädchen. Sein Sohn Johann Adolph (* 1738) wurde ebenfalls Goldschmied. Um 1736 wurde Christian Lieberkühn Ältester der Berliner Goldschmiede-Zunft; seine Wohnung befand sich in der Neuen Friedrichstraße 36.
Von Friedrich II. (1712–1786) gefördert ging er auf Studienreisen nach London und Paris, hier besuchte er die berühmten Goldschmiede-Werkstätten.
Begraben wurde er am 17. April 1769 in Berlin.

## Werke
Lieberkühn fertigte unter anderem einen 1739 im Rittersaal des Berliner Stadtschlosses angebrachten Silberbalkon, den sog. Trompeterchor (Kosten: 90.000 Thaler, 1744 zur Finanzierung der Schlesischen Kriege von Friedrich II. eingeschmolzen und durch eine versilberte Holzkopie ersetzt). 1741 ein goldenes Tafelservice für 126.736 Thaler, 1746 ein silbernes Tafelservice, 1764 ein zweites goldenes Tafelservice für 85.175 Thaler, außerdem weitere Silberservices, silberne Kronleuchter und damals beliebte Münzkannen.